# Verre islamique
 (signalé en juillet 2025).
Si vous disposez d'ouvrages ou d'articles de référence ou si vous connaissez des sites web de qualité traitant du thème abordé ici, merci de compléter l'article en donnant les références utiles à sa vérifiabilité et en les liant à la section « Notes et références ».
- Archive Wikiwix
- Bing
- Cairn
- DuckDuckGo
- E. Universalis
- Gallica
- Google
- G. Books
- G. News
- G. Scholar
- Persée
- Qwant
- (zh) Baidu
- (ru) Yandex
- (wd) trouver des œuvres sur Wikidata

L'art du verre a été pratiqué et développé de manière significative dans certains pays musulmans autrefois, surtout chez les Abbassides, les Ayyubides et les Mamelouks. 

## Types de verres
Il existe différents types de verres islamiques.

### Les verres abbassides
Les objets en verre byzantins et sassanides de la meilleure qualité s'inscrivent dans la tradition romaine qui a dominé le Proche-Orient, de même que le Moyen-Orient. Les musulmans ont tout naturellement hérité de ce savoir-faire, un peu comme les hammams sont la continuation de la culture romaine des thermes. Les premiers verres musulmans ont été fabriqués par fusion dans des moules. Parfois, la matrice (certaines d'entre elles sont en métal solide) était, dans un premier temps, décorée en négatif, tandis que dans d'autres cas la décoration était gravée ou sculptée à l'aide d'une roulette rotative.

### Les verres mamelouks
Les verres produits à l'époque des Mamelouks illustrent bien le luxe de leur cour. Nous savons peu de choses sur la tradition du verre chez les Ayyoubides mais, dans ce domaine également, il existe de toute évidence une continuité de l'expression dans laquelle les figurations se font plus rares au profit des épigraphies, une évolution analogue à celle des arts du métal. Sur le plan technique, le verre est presque toujours soufflé à main libre, émaillé et cuit dans un four à moufle.